# روي بست
روي بست (بالإنجليزية: Roy Best)‏ هو رسام أمريكي، (و. 1892  م).